# Pandemic - Il virus della marea
Pandemic - Il virus della marea (Pandemic) è un film per la televisione diretto da Armand Mastroianni e interpretato da Tiffani-Amber Thiessen, Faye Dunaway e Eric Roberts. Nata come miniserie televisiva (i minuti totali sono 240), la pellicola ovunque è stata trasmessa come film TV.
Uscito negli USA nel maggio 2007 sulla rete internazionale  Hallmark Channel (nell'orario 20-23), è forse l'unico film che è riuscito ad arrivare oltreoceano nel giro di tre mesi. Canale 5 lo ha trasmesso in anteprima televisiva (con ascolti pari al 19,65% di share) la sera del 29 agosto  2007.
Nel Novembre  2007 la serie si è aggiudicata un  Premio WGA, come miglior miniserie drammatica.
Titolo alternativo del DVD: Patient zero - il virus della marea.

## Trama
I dottori Kayla Martin (Tiffani Thiessen) e Carl Ratner (French Stewart) del Centro per il Controllo e la Prevenzione delle Malattie epidemiche ricevono la telefonata concitata di una hostess a bordo di un aereo in volo verso Los Angeles. Uno dei passeggeri è appena morto dopo essere stato preda di una febbre altissima con convulsioni. In contrasto con il sindaco di Los Angeles Richard Delasandro (Eric Roberts), che la giudica una misura esagerata, la dottoressa Martin ordina che i passeggeri vengano messi in stato di quarantena subito dopo l'atterraggio... I passeggeri del volo 182 proveniente dall'Australia vengono condotti prontamente in un ospedale di Los Angeles, ma il misterioso virus presente a bordo si è già liberato nell'aria. Mentre il dottor Ratner  e l'agente FBI Troy Whitlock (Vincent Spano) lavorano in collaborazione con le autorità australiane per scoprire l'origine del virus, i media stanno dando risalto al caso della quarantena forzata dipingendolo come un abuso di potere. I fatti non tardano però a dare ragione alla dottoressa Martin, poiché il virus inizia a mietere le prime vittime, seminando il panico tra gli abitanti di Los Angeles.